# Zeynep Kızıltan
Zeynep Kızıltan ist eine türkische Archäologin.
Kızıltan schloss ihr Studium 1977 an der Universität Istanbul ab und arbeitete zunächst in verschiedenen Institutionen des Ministeriums für Kultur und Tourismus. Seit 1986 arbeitete sie am Archäologischen Museum von Istanbul, dessen Direktorin sie von 2009 bis zu ihrem Ruhestand 2018 war. Seit 2008 leitete sie die Ausgrabungen des Hafens von Yenikapı, der mit dem Theodosius-Hafen von Konstantinopel des 4. bis 11. Jahrhunderts identifiziert werden kann. 

## Veröffentlichungen (Auswahl)
- (Hrsg.): Gün ışığında. İstanbul'un 8000 yılı; Marmaray, Metro, Sultanahmet kazıları. Vehbi Koç Vakfı, Istanbul 2007, ISBN 978-975-7078-43-2.
- Eski Şark Eserleri Müzesi. Kültür ve Turizm Bakanlığı İstanbul Arkeoloji Müzeleri Müdürlüğü, Istanbul 2008.
- mit Turgut Saner: İstanbul'da arkeoloji. İstanbul arkeoloji müzeleri arşiv belgeleri (1970-2010). İstanbul Bilgi Üniversitesi, Istanbul 2011.
- mit Gülbahar Baran Çelik (Hrsg.): Stories from the Hidden Harbor. Shipwrecks of Yenikapı. Istanbul Archeological Museums Press, Istanbul 2013.